# Lettlands arkitekturmuseum
Lettlands arkitekturmuseum (lettiska: Latvijas Arhitektūras muzejs) är ett statligt arkitekturmuseum i Riga.
Det är inrymt i ett av de medeltida hus som kallas Tre bröder i Gamla stan. Huset vid Maza Pils iela 19 fick sitt nuvarande utseende 1646. Stenportalen är från 1746. 
Projektet med ett lettiskt arkitekturmuseum startades 1992, då byggnadsritningar och andra dokument började samlas i ett dokumentationscentrum för kulturarv på Kultūras pieminekļu inspektori ("Myndigheten för kulturvård"). Basen var en samling som donerades av arkitekten Leons Plaucins. Museet grundades formellt enligt ett beslut av Lettlands kulturminister i juli 1994. Museet invigdes i april 1995.
Museet har tillfälliga utställningar och ett arkiv, men ingen permanent utställning. Samlingarna inrymmer ett drygt tusental objekt, huvudsakligen arkitektritningar i original och modeller. De äldsta handlingarna är ritningar av C. Haberland (1750—1803) och Johann Felsko (1813—1902). I arkivet finns också några ritningar av den förste yrkesmässige lettiske arkitekten Jānis Frīdrihs Baumanis (1834—1891). Det finns också manuskript av Eizens Laube (1880—1967).  

## Bildgalleri

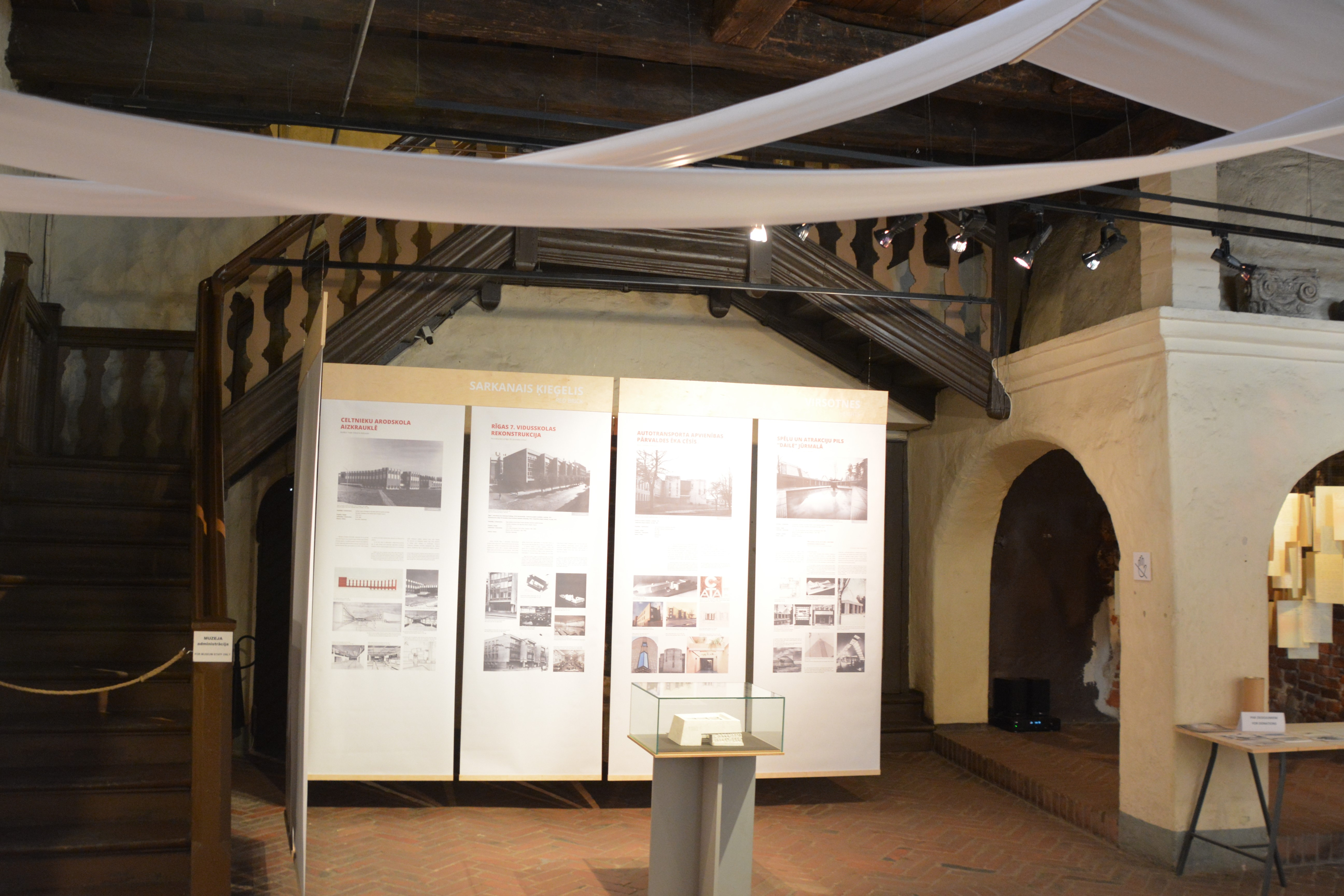
Museisalen